# Hof der St.-Georg-Schützenbruderschaft

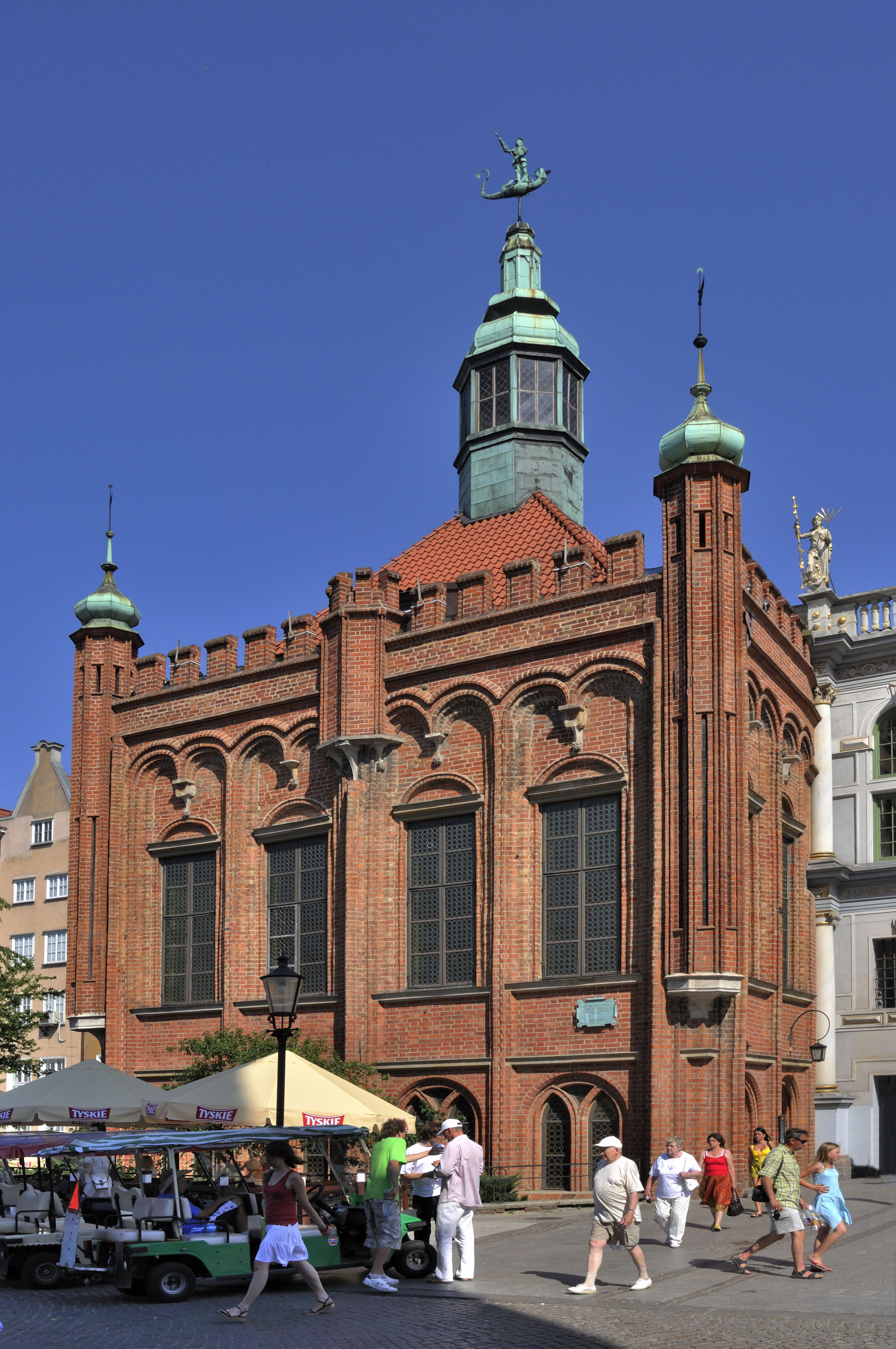
St.-Georg-Schützenbruderschaft

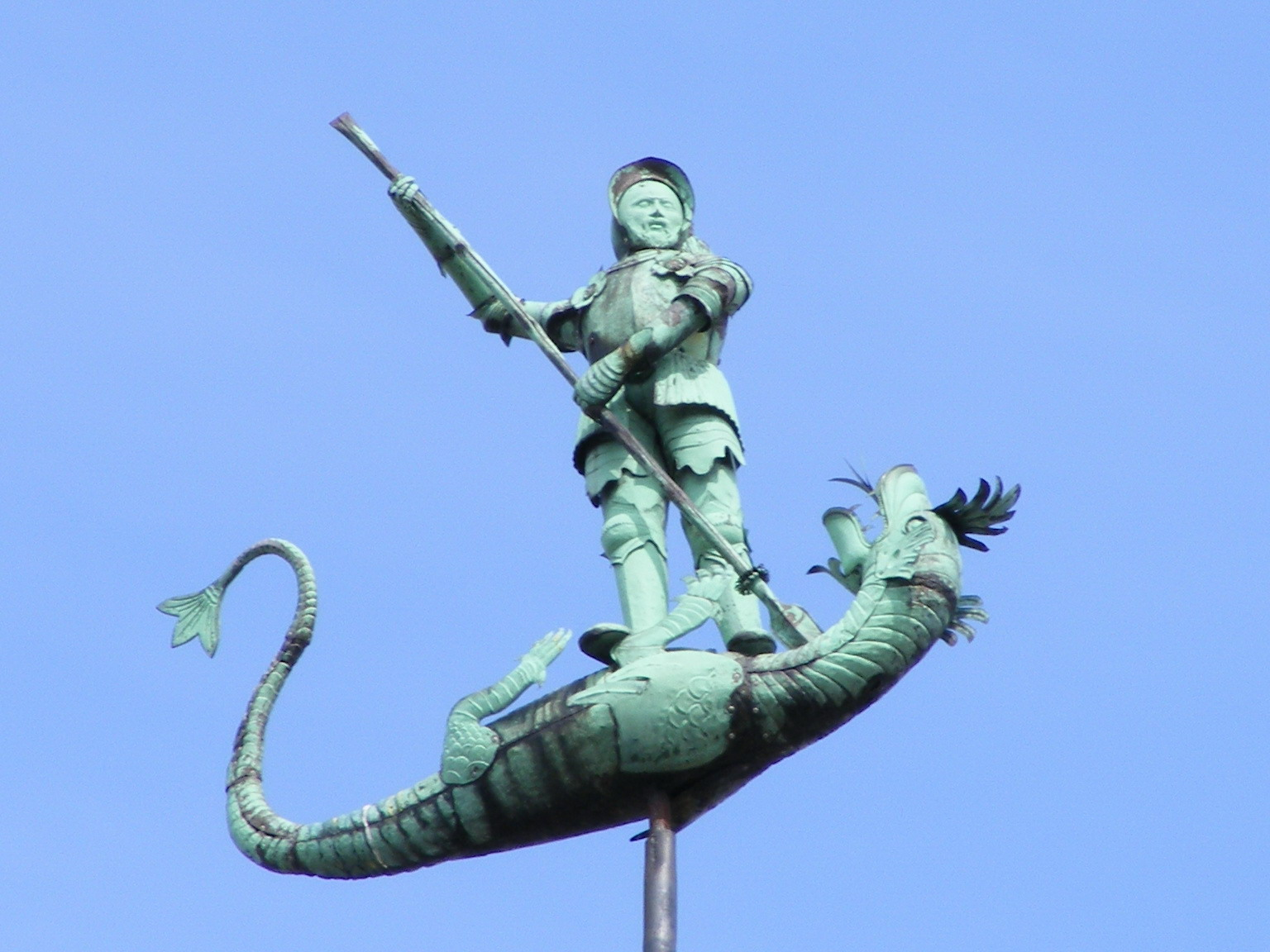
Der Drachentöter

Der Hof der St.-Georg-Schützenbruderschaft wurde in Danzig 1487–1494 am Kohlenmarkt neben dem Langgasser Tor von Hans Glothau errichtet. Das gotische zweigeschossige Backsteingebäude auf quadratischem Grundriss erhielt 1566 ein neues Dach mit der Figur des heiligen Georg als Drachentöter. 
Die Danziger Schützenbruderschaft wurde im Mittelalter gegründet. 1411 wurde ihre Satzung niedergeschrieben. Sie bestand bis 1798. 
Nach der Auflösung der Schützenbruderschaft wurde das Gebäude von den Stadtbehörden übernommen, im Erdgeschoss wurde die Hauptwache, im Obergeschoss eine Kunstschule eingerichtet. Am Ende des neunzehnten Jahrhunderts wurde das Gebäude renoviert und das ursprüngliche Aussehen wiederhergestellt. 1950–1953 wurden die Kriegsschäden behoben. Das Haus beherbergt jetzt den Sitz der örtlichen Zweigstelle des Polnischen Architektenverbandes SARP.